# ジュール・ボルデ (小惑星)
ジュール・ボルデ (9447 Julesbordet) は小惑星帯に位置する小惑星。ベルギーの天文学者エリック・ヴァルター・エルストがヨーロッパ南天天文台で発見した。
1919年にノーベル生理学・医学賞を受賞したベルギー人細菌学者、ジュール・ボルデに因んで命名された。